# Theloderma lacustrinum
Theloderma lacustrinum é uma espécie de anfíbio anuro da família Rhacophoridae. Está presente no Laos. A UICN classificou-a como deficiente de dados.